# Corus parvus
Corus parvus är en skalbaggsart som beskrevs av Stefan von Breuning 1938. Corus parvus ingår i släktet Corus och familjen långhorningar.
Artens utbredningsområde är Zimbabwe. Inga underarter finns listade i Catalogue of Life.